# Atquanachuke
Atquanachuke, jedno od plemena Iroquoian Indijanaca koji su u ranom 17. stoljeću živjeli u južnom ili središnjem New Jerseyu. Smith ovo pleme nije posjetio a za njih kaže da žive  'na morskoj obali iza planina sjeverno od Chesapeake Baya, te da se po jeziku razlikuju od plemena Powhatan, Conestoga, Tocwogh i Cuscarawaoc.'  Pretpostavlja se da su bili saveznici sa Susquehannama, na čijem popisu ih ima Hodge i Sultzman. Ostali oblici njihovog imena su: Aquaauchuques, Aquamachukes, Aquamachuques, Aquanachukes, i sl.